# Valerie Fritsch

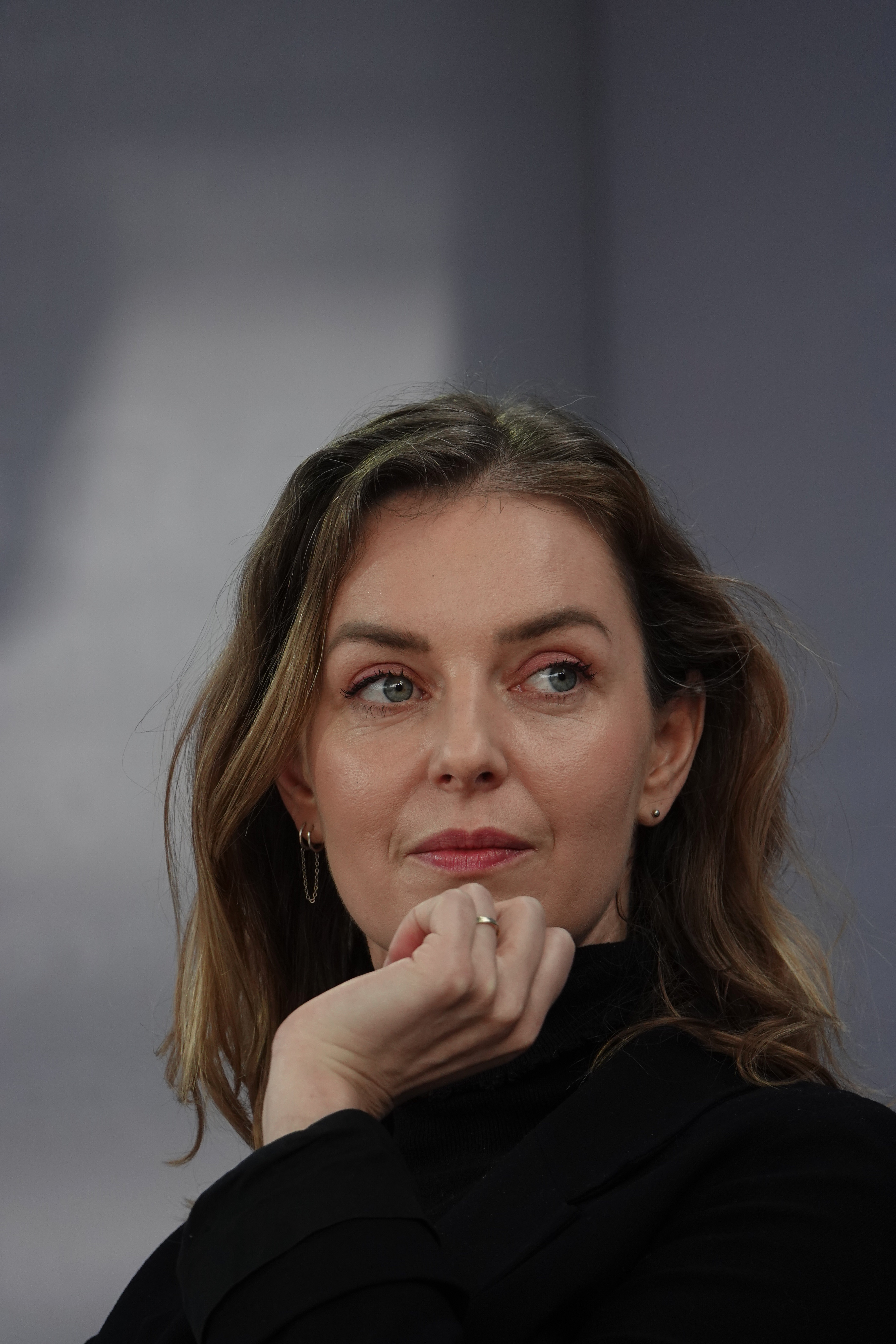
Valerie Fritsch 2024

Valerie Katrin G. Fritsch (* 14. Mai 1989 in Graz) ist eine österreichische Schriftstellerin und Fotokünstlerin.

## Leben
Valerie Fritsch ist in Graz und Kärnten aufgewachsen und absolvierte nach ihrer Reifeprüfung im Bundesgymnasium und Bundesrealgymnasium Kirchengasse in Graz 2007 einen Lehrgang an der Akademie für angewandte Photographie. Seit dem Jahr 2012 ist sie als freie Schriftstellerin und Fotografin tätig.
Sie ist Mitglied der Literaturgruppe die plattform, eines „offenen autorenkollektivs sesshaft im grazer literaturhaus und walzierend durch die (kopf)welt“. Ihr erster Roman Die VerkörperungEN erschien im Februar 2011 bei Leykam. Ihr Schaffen wird stark durch eine intensive Reisetätigkeit beeinflusst und sie verbringt sechs bis sieben Monate im Jahr im Ausland. 2014 unternahm sie ausgedehnte Reisen in Togo, Benin, Nigeria und Ghana.  Seit ihrem zweiten Roman Winters Garten erscheinen ihre Werke beim Suhrkamp Verlag in Berlin. Die Suhrkamp-Lektorin Doris Plöschberger war durch den Autor Clemens Setz auf die damals 26-Jährige aufmerksam geworden. Die Veröffentlichung von Winters Garten im Jahr 2015 verhalf Fritsch zu ihrem Durchbruch und zu großer Bekanntheit in der deutschsprachigen Literaturszene.
Ihre Mutter Gudrun Fritsch ist ebenso in der Literatur tätig. Mutter und Tochter veröffentlichten auch bereits gemeinsam im Jahr 2015 den Lyrikband kinder der unschärferelationen.
Auf Einladung von Klaus Kastberger nahm Valerie Fritsch am Ingeborg-Bachmann-Preis 2015 teil und gewann den Kelag-Preis und  den BKS-Publikumspreis.
Im Jänner 2024 heiratete sie den österreichischen Journalisten Michael Fleischhacker.
Von ihrem Roman Zitronen wurde im Mai 2025 vom Kulturamt der Stadt Innsbruck eine Sonderauflage von 10.000 Stück im Zuge des Projektes Innsbruck liest verteilt.

## Werke
- Zitronen – Roman, Suhrkamp, Berlin 2024, ISBN 978-3-518-43172-6.[12]
- Herzklappen von Johnson & Johnson – Roman, Suhrkamp, Berlin 2020, ISBN 978-3-518-42917-4.
- Winters Garten – Roman, Suhrkamp, Berlin 2015, ISBN 978-3-518-42471-1.
- kinder der unschärferelation – Gedichte, 2015, ISBN 978-3-7011-7961-9.
- Die Welt ist meine Innerei – Reisebriefe und Bilder, Septime, Wien 2012, ISBN 978-3-902711-18-2.
- Die VerkörperungEN – Roman, Leykam, Graz 2011, ISBN 978-3-7011-7737-0.

## Auszeichnungen
- Brüder-Grimm-Preis der Stadt Hanau, 2020, für Herzklappen von Johnson & Johnson[13]
- Sepp-Schellhorn-Stipendium, 2015
- Peter-Rosegger-Literaturpreis, 2015
- Kelag-Preis und BKS-Publikumspreis beim Ingeborg-Bachmann-Preis 2015
- Rotahorn-Literaturpreis, 2014[14]
- Reisestipendium des BMUKK: Indien, 2012
- Reisestipendium des BMUKK: Kuba, 2011
- Literaturförderungspreis der Stadt Graz, 2010
- 3. Platz des FM4 Wortlaut Literaturwettbewerbs, 2010[15]
- Minna-Kautsky-Literaturpreis, 2010
- Literaturpreis der Stadt Graz, 2010
- Literaturstipendium des Landes Steiermark, 2009
- Startstipendium des BMUKK für Literatur, 2009
- Literaturpreis der Akademie Graz 3. Preis, 2009[16]